# 화랑대연구소
화랑대연구소(花郞臺硏究所, Hwarang-dae Research Institute)는 1967년 6월 "한국군사연구실"이라는 이름으로 설립된 육군사관학교의 대학 부설 연구소로 서울특별시 노원구 화랑로 574 (공릉동)에 위치하고 있다. 대한민국 육군에서 가장 오래된 군사 학술연구소로써 다양하고 깊이 있는 군 관련 연구와 더불어 육군사관학교 발전을 위한 교육제도와 교육환경, 훈육 전통 등에 관한 연구를 수행하는 연구 기관이다. 방탄과 관련한 연구사업을 실시하는 등 무기체계의 발전에도 기여하고 있다.

## 역사
- 1967년 6월 한국군사연구실로 발족
- 1972년 3월 응용과학연구위원회 발족
- 1973년 응용과학연구위원회를 응용과학연구소로 개편
- 1974년 1월 한국군사연구실을 인문과학연구소로 개편
- 1981년 7월 인문과학연구소와 응용과학연구소를 통합하여 화랑대연구소 발족
- 1988년 10월 화랑대연구소를 교수부 소속으로 편제화
- 1995년 학교장 직속 기관으로 연구소 편성 및 편제 개편
- 2001년 1월 국방유적, 군사환경 연구실 추가
- 2001년 12월 화생무기대응체계연구실 개설
- 2004년 2월 응용수학연구실 개설
- 2006년 3월 11개 일반연구실 및 3개 특화연구실로 조직 개편
- 2007년 1월 11개 일반연구실 및 4개 특화연구실로 조직 개편(군사학 특화 연구실)
- 2009년 1월 11개 일반연구실 및 5개 특화연구실로 조직 개편(미래전쟁 특화 연구실)
- 2010년 1월 11개 일반연구실 및 2개 특화연구실로 조직 개편
- 2011년 1월 15개 일반연구실 및 2개 특화연구실로 조직 개편
- 2015년 1월 군대윤리연수길을 신설, 일반연구실 16개로 증설
- 2016년 1월 대외수탁업무를 산학협력단으로 이관
- 2018년 6월 생명윤리위원회 신설
- 2019년 2월 연구센터 창설로 위원회 명칭변경 (연구소 정책심의위원회 → 연구 정책심의위원회)
- 2019년 4월 사관학교 국제심포지엄 위원회 신설

## 임무

### 교수 연구 활동 지원
육군 예산으로 지원하는 연구과제의 수행과 관련된 제반 행정업무를 지원하며 연구실별로 실시하는 각종 세미나와 학술교류활동 등을 지원한다.

#### 국고 연구 지원
| - 지정연구 - 군정책연구 : 국방부 및 육군에서 지시한 연구과제로 군의 정책 수행과 발전을 위해 학술적 연구가 필요한 과제 - 학교발전 연구 : 학교장이 승인한 연구과제로서 학교 발전, 국방정책 및 군 전투력 발전을 위한 학술적 연구가 필요한 과제 - 생도교육 개선연구 : 교수부장이 지시·승인하여 교육목표, 교육내용, 교수학습 방법, 평가 등 생도교육의 개선을 위한 학술적 연구 - 군사연구총서 연구 : 군 관련 주요 현안, 국내의 군 교육기관, 최신 군사정보관련 내용을 번역, 저술하는 연구 | - 일반연구 - 특화 연구 : 첨단 무기체계, 국방전략, 군사과학 등의 분야에 대한 특성화된 연구과제로서 지속적으로 중점 지원하는 팀 단위의 연구 - 군사·학술 연구 : 교수들의 교육 및 연구 분야 전문성 제고와 군 기여도 증진을 위한 연구과제로서 군사·학술분야의 학술논문을 작성하기 위한 기초 연구 - 학술교류 연구 : 학술교류 협정체결 대학과 기관, 각 군 사관학교의 교수 및 연구원 등과 육사교수가 공동으로 수행하는 연구 | - 기타 - 저술활동지원 연구 : 대중성이 미약한 전문서적의 출판을 장려하기 위한 저술 연구 - 군사연구 세미나 : 학교장이 지시·승인하여 군사 연구 활동 활성화 및 학술 교류를 위해 실시하는 세미나 - 합동·소 세미나 : 연구 활동 활성화 및 학술교류를 위해 각 연구실별로 실시하는 세미나 |

### 학술회의 주관

#### HIS(Hwarangdae International Symposium, 화랑대 국제심포지엄)

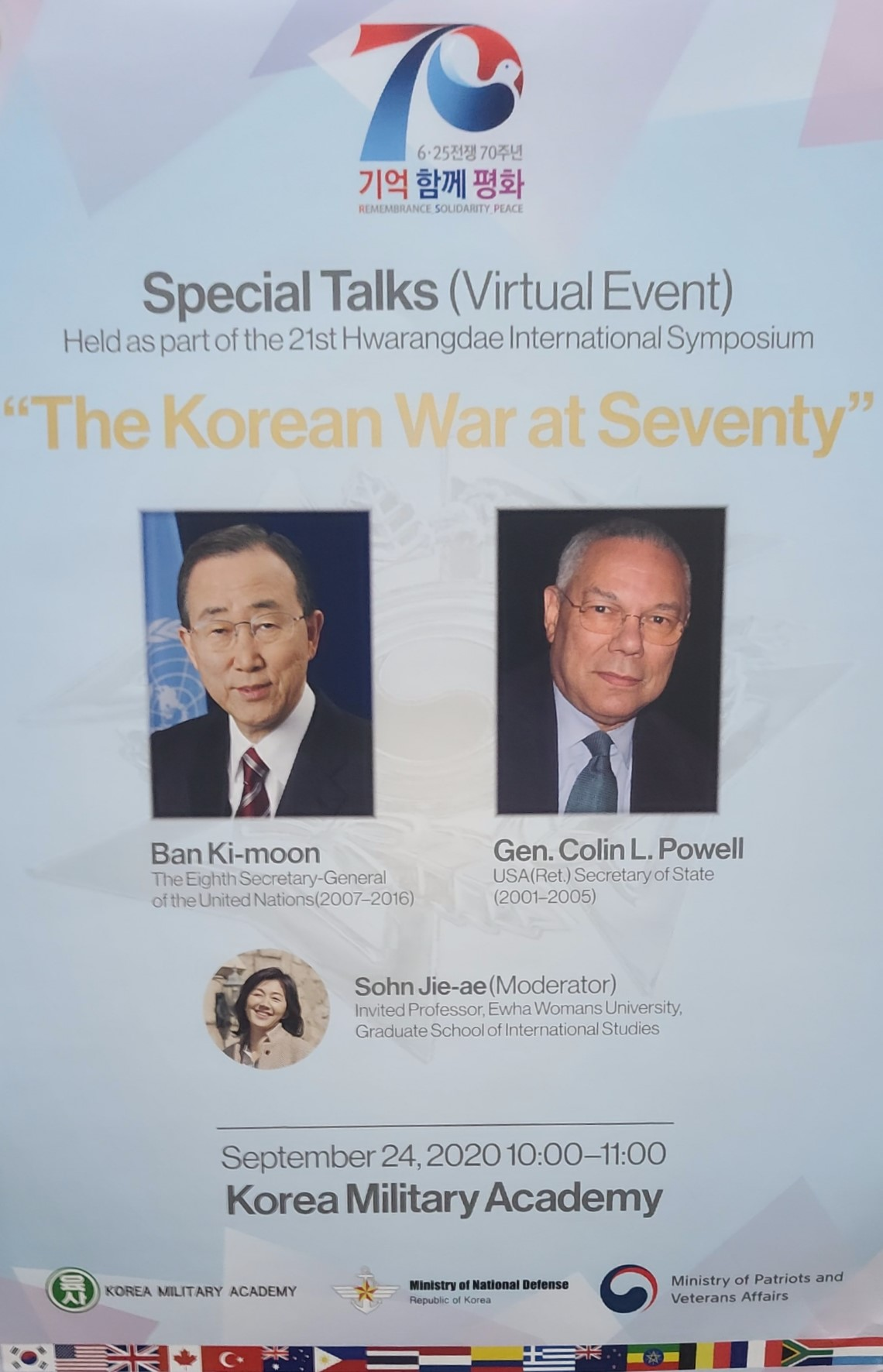
2020 화랑대 국제 심포지엄

화랑대 국제심포지엄은 1981년 '군대와 국가발전'이라는 주제로 처음 개최되었으며 군 발전을 위한 관련 학문 연구의 활성화, 민·군·산·학 간 군관련 최신 학술지식 및 정보 교류, 사관생도들의 군 관련 학술 분야에 대한 안목 배양을 목적으로 '군사연구와 과학기술'이라는 주제로 격년으로 개최되고 있다. 국내외 저명 학자의 기조연설과 논문 발표로 진행되며, 사관생도를 비롯하여 국내외 대학 및 기관의 연구자, 군 관련 분야 실무자 등이 참석한다. 
- 제16회 대회

북한 화생무기의 위협실태와 한국의 안보정책이라는 주제로 2011년에 개최되었다.
- 제17회 대회

군사리더십 : 일노, 적용, 그리고 새로운 전망이라는 주제로 2013년 개최되었으며 국제 사관학교 심포지엄에 참여하는 해외 여러 사관학교들 또한 참석하였다.
- 제18회 대회

사이버 안보위협 및 대응이라는 주제로 2015년 개최되었다.
- 제19회 대회

아시아 지역 사관학교의 국제교류·협력현황과 미래라는 주제로 2017년 개최되었다.
- 제20회 대회

2019 화랑대 국제 심포지엄 DAPS 에코 백

한국화생방방어학회와 공동주최하여 '제7회 방호구조물 설계 및 해석 국제학술대회 (The 7th International Conference on Design and Analysis of Protective Structures (DAPS 2019)'로 방호기술의 현재와 미래라는 주제를 가졌으며 Krauthammer, Guoxing Lu 교수가 강의자로 출연하였다. 
- 제21회 대회

6·25 전쟁 70주년을 기념하여 격년이 아닌, 2020년 9월 24일 제21회 대회를 국방부와 공동주최하여 'Peace and Future beyond War: Past, Present, and Future of the Korean War'라는 주제로 개최하였다. 6·25전쟁 70주년 사업추진위원회가 후원하였으며, 반기문 前 UN 사무총장, 콜린 파월 前 미 국무 장관이 참여하였다. 기존의 심포지엄과는 다른 형식으로 진행되었는데, 코로나19 상황을 감안하여 화상회의 방식과 유튜브 실시간 스트리밍 방식을 이용하였다. 또한 전문가들의 학술교류가 목적이 아닌 UN 참전국 사관학교 교수 및 사관생도들이 화상으로 참석하여 6·25전쟁의 역사적인 의미를 되새기고 한반도 평화 정착 방안을 모색하는 것에 중점을 두었다.
군사연구세미나는 육군사관학교 학교장이 지시·승인하여 군사 및 일반 학술분야의 연구 및 교류를 활성화하기 위한 세미나로 2019년에는 19-2차 교수법 세미나, 정직하고 책임있는 연구문화 정착을 위한 연구윤리교육 세미나, 육군의 전투체력 증진을 위한 제도개선과 협업, AI 핵심능력 협력체계 구축을 위한 군사연구세미나, 군사 모의장비 활용방안과 전술적 운용개념 등의 주제로 실시되었다.

#### ISOMA(International Symposium of Military Academies, 국제 사관학교 심포지엄)
국제 사관학교 심포지엄은 세계 각국 사관학교와의 교류를 통해 육군 사관학교의 교육 제도를 발전시키는 것을 목적으로 2007년 육군사관학교에서 '제1회 사관학교 발전을 위한 국제심포지엄'을 개최하였다. 격년으로 개최되는 ISOMA는 2009년에는 프랑스의 생시르 사관학교, 2011년에는 콜롬비아의 콜롬비아 군사종합전투학교, 2015년에는 스페인 육군사관학교, 2017년에는 캐나다 캐나다 생장 사관학교 2019년에는 스웨덴에서 개최되었다. 캐나다에서 열린 제5회 대회에서 21개국 대표들이 국제사관학교 협의체(IAMA, International Association of Military Academies)로 발전시켰고, 육군사관학교는 IAMA의 자문위원국으로 선임되어 주도적 역할을 하고 있다.
IAMA의 목적 5가지는 다음과 같다.
1. 지식 공유 (Knowledge sharing)
2. 교류 촉진 (Facilitating exchange)
3. ISOMA의 조직 및 주최 (Event organizing and hosting ISOMA)
4. 사관학교 네트워크 강화 및 유지 (Developing and maintaining a network of military academies)
5. 주제별 연구 그룹 개발 (Developing thematic working groups)

| 회기  | 년도 | 주최기관                  | 주제 |
| ----- | ---- | ------------------------- | --- |
| 제1회 | 2007 | 대한민국 육군사관학교     | The changing environment of future educational innovation for military academies                            |
| 제2회 | 2009 | 프랑스 생시르 사관학교    | Irregular warfare training for officers                                                                     |
| 제3회 | 2011 | 콜롬비아 군사종합전투학교 | Challenges for military academies in the training of 21st century officers                                  |
|       | 2013 | 대한민국 육군사관학교     | Leadership for military officers, theories, Applications and new perspectives                               |
| 제4회 | 2015 | 스페인 육군사관학교       | Comprehensive Education for officers to face New Security Challenges                                        |
| 제5회 | 2017 | 캐나다 생장 사관학교      | The development of general culture and critical thinking in the training of officers and military personnel |
| 제6회 | 2019 | 스웨덴 육군사관학교       | Managing Adaptation in Military Education and Training                                                      |
| 제7회 | 2021 | 미국 Norwich 대학교       | Preparing Military Leaders to Effectively Resolve 21st Century Security Challenges                          |

#### 대학생 안보토론대회
대학생 안보토론대회는 2002년에 시작되어 대학생들에게 안보 이슈에 대한 토론의 장을 마련하여 안보현실, 육군정책 및 미래 군사력 건설 방향에 대한 국민적 공감대를 형성할 목적으로 매년 개최되고 있다. 육군본부에서 주최하는 지상군 페스티벌의 일환으로 실시되며, 육군사관학교와 국내 주요 대학이 공동으로 주관하고 있다. 본 대회는 안보현안 주제에 대한 발표와 지정토론, 의제토론 등의 프로그램으로 진행되며 약 6~8개 정도의 분과마다 주제를 선정, 분과별로 토론활동을 실시하며, 우수 수상자에게는 참모총장 상장과 함께 상금 등의 특전도 주어진다.
| 구분   | 참가대학 | 참가학생 | 공동주관       |
| ------ | -------- | -------- | -------------- |
| 제1회  | 13       | 81명     | 고려대         |
| 제2회  | 26       | 81명     | 경희대         |
| 제3회  | 29       | 84명     | 숙명여대       |
| 제4회  | 36       | 135명    | 연세대         |
| 제5회  | 33       | 125명    | 성균관대       |
| 제6회  | 31       | 152명    | 서울대         |
| 제7회  | 40       | 261명    | 서강대         |
| 제8회  | 40       | 306명    | 숙명여대       |
| 제9회  | 48       | 354명    | 한양대         |
| 제10회 | 50       | 361명    | 중앙대         |
| 제11회 | 58       | 330명    | 서울시립대     |
| 제12회 | 48       | 317명    | 서울대         |
| 제13회 | 51       | 301명    | 이화여대       |
| 제14회 | 34       | 299명    | 서강대         |
| 제15회 | 50       | 272명    | 제주대         |
| 제16회 | 26       | 174명    | 강원대         |
| 제17회 | 81       | 348명    | 서울과학기술대 |
| 제18회 | 108      | 373명    | 서울대         |
| 제19회 |          |          | 고려대         |

#### 기타 세미나
2011년 11월 4일 화랑대연구소 주최로 '전통시대 무인의 삶과 활쏘기 문화'의 주제로 학계와 국궁계에서 50명이 참석한 세미나가 열렸다. 육군사관학교 교수로 근무하였던 김기훈 교수와 최진희 교수 등 육군사관학교 화랑대연구소 내에 국궁에 관한 연구를 실시하는 이들이 국궁 관련 세미나, 연구 활동을 진행하며 국궁 발전에 기여하고 있다. 국궁 뿐만 아니라 연구진들의 심도있는 연구활동이 여러 주제에 걸쳐 진행되고 있으며 문화발전, 학술교류에 큰 역할을 해내고 있다.
- 세미나 - '전통시대 무인의 삶과 활쏘기 문화'
  - 1부 : 전통시대 무인의 삶과 활쏘기
    - 삼국시대~고려시대 활쏘기 문화
    - 조선전기 활쏘기 문화의 특징
    - 「부북일기」에 나타난 무인의 활쏘기 훈련

  - 2부 : 근대 활쏘기의 문화적 변용
    - 일제시기 국궁 문화
    - 활쏘기의 체육학적 고찰
    - 전국 활터의 현황과 과제

### 정기 학술간행물 발간

#### 한국군사학논집
한국군사학논집은 1964년에 창간된 육사논문집을 승계한 2월 28일, 6월 30일, 10월 31일 연 3회 화랑대연구소에서 발행하는 정기간행물이다. 1964년 6월 창간되었으며 2020년 10월 26일 현재 76권 3호까지 32권이 발간되었다. 336개에 달하는 논문이 수록되었으며 한국어와 영어를 지원한다. 2010년도 한국연구재단의 등재후보학술지로, 2015년 7월에는 등재학술지로 선정되었다. 논문접수는 발간일 3개월 전까지 수시로 접수할 수 있다. 한국군사학논집에 수록되는 논문의 주제는 다음과 같다.
- 논문주제 
  - 국방·군사와 관련된 정책·제도에 관한 내용
  - 군사전략·군사사상·군사사에 관한 내용
  - 무기체계 및 장비에 관한 내용
  - 국방 및 안보와 유관한 정치·외교에 관한 내용
  - 북한 및 한반도 주변 국가의 국방정책 및 군사문제에 관한 내용
  - 첨단과학기술의 군사적 응용에 관한 내용
  - 기타 군사학 관련 내용

한국군사학논집에는 육군사관학교, 국방대학교 등의 교육기관에서 작성한 논문도 수록되지만 외부 교수들의 참여 또한 활발하게 이루어지고 있다. KCI 한국학술지인용색인 사이트에서 한국군사학논집에 수록된 논문들을 모두 찾아볼 수 있다.

#### 화랑대논문집
화랑대논문집은 육군사관학교 교수진의 연구 역량을 확대하고 인문사회학 및 자연과학 분야의 심층 연구 독려를 목적으로 1964년 육사논문집으로 창간되었으며, 2008년 64집 1권을 발간 후 한국군사학논집으로 권호를 이양하고 2008년 11월에 화랑대논문집으로 명칭을 변경하였다. 연 2회 5월과 11월에 발간되고 있으며 육군사관학교 발전을 위한 교육제도 및 환경, 국가안보 및 국방과학, 리더십 분야 전반에 걸친 폭넓은 학문 분야의 연구를 엄격한 심사 과정을 거쳐 선정하여 수록하고 있다. 육군사관학교에서 근무하는 교수 뿐만 아니라 외부의 공동연구자들 또한 논문집 발간에 기여할 수 있다.

#### 군사연구총서
군사연구총서는 군 관련 주요 현안, 국내·외 군 교육기관, 최신 군사정보 관련 내용을 번역, 저술하여 군 및 학교발전에 기여하는 목적을 가지고 있다.1989년 제1권 「2000년대 국가안보의 좌표(I) - 국방 과학 기술 편 -」을 발행한 이래로 2019년 제81권 「정보시스템 및 조직을 위한 공급망 위험관리」까지 발간되었다. 발간 및 접수는 연초 및 연말인 1월~3월과 10월~12월 사이에 이루어진다. 

### 한국군사학교육학회
한국군사학교육학회 보관됨 2019-08-26 - 웨이백 머신는 2008년 2월 1일 학회창립 총회를 개최하여 군사학 학문체계 정립과 학술교류 활성화를 목적으로 창립되었다. 초대 학회장으로는 육군사관학교장이었던 임충빈 육군중장이 취임하였다. 대한민국의 많은 대학에 군사학과들이 개설됨에 따라 군사학에 대한 관심이 증대되고 있는 현실에서 한국군사학논집에 기여하고, 한국군사학교육학회 학술대회를 개최하며 군사학의 학문적 발전에 큰 역할을 수행하고 있다. 한국군사학교육학회의 목적은 다음 세가지이다.
1. 군사학 학문체계 발전 및 군사관련 제학문 분야의 발전
2. 군사학 학문의 교육, 연구, 학술 활동의 활성화 계기 마련
3. 군사학 및 군사관련 학문분야의 인적 네트워크 구성 기반 조성

#### 학회 조직
- 회장
  - 부회장단 (부회장 19명)
  - 이사회 (상임이사 19명)
  - 학술 분과위원회 10개 분과 (52명)

##### 학술 분과위원회
- 군사이론

- 전쟁이론
- 전략과 전술
- 미래전/전쟁사
- 전쟁과 사회
- 법과 윤리

- 군진간호/체육

- 군진 간호
- 체력검정
- 신체생리
- 군 전투체력
- 임상간호/재난간호

- 국가안보

- 국가안보론
- 국제관계론
- 위기관리론
- 북한학

- 군사력운영

- 국방관리
- 운영분석
- 군사력평가
- 워게임

- 무기체계

- 지상무기체계
- 항공우주기계
- 화생방전
- 군사력소요제기

- 군사정보

- 정보전자전
- 통신 C4I
- 군대암호
- Cyber/해커전

- 리더십

- 군사심리
- 리더의 특성
- 조직환경
- 팔로워십

- 외국지역연구

- 군사영어
- 한·미 연합작전
- PKO 파병지역 연구
- 테러연구

- 군사시설/환경

- 방호공학
- 군사시설
- 군사보호구역
- 군주둔지생태환경

- 군사교리

- 병기본훈련
- 화기학
- 지상군 전술
- 합동/연합 작전

## 조직

### 육군사관학교 학교장

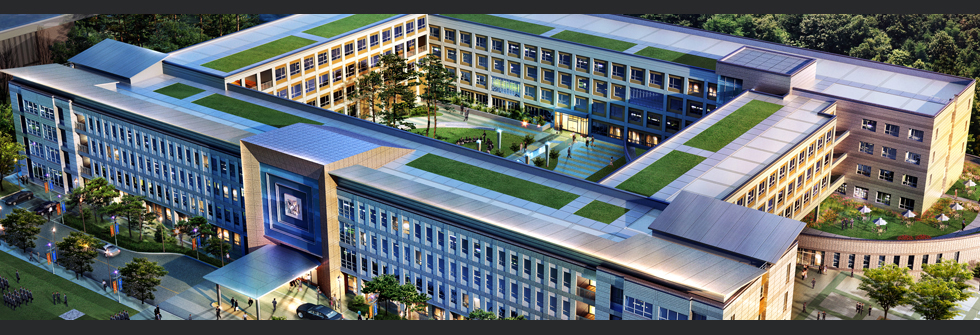
화랑대연구소가 위치한 육군사관학교 충무관

- 연구소 정책심의위원회

### 연구소장
- 기획총괄장교
  - 기획장교
  - 연구장교
  - 행정담당사
  - 편집장교
- 연구심의위원회
- 편집위원회
  - 한국군사학논집
  - 화랑대 논문집
- 교육발전 연구실
- 군사사 연구실
- 사회과학 연구실
- 안보문제 연구실
- 화생방/에너지 연구실
- 국방체육 연구실
- 시설환경 연구실
- 군전자통신 연구실
- 무기체계 연구실
- 지역언어 연구실
- 통일문제 연구실
- 운영분석 연구실
- 사이버전 연구실
- 나노/센서국방 연구실
- 국방정신문화 연구실
- 군대윤리 연구실

각 연구실은 연구실장과 연구지원장교, 연구원으로 구성되어 있다.

## 참고 자료
- 《2020 육군사관학교 요람》 (PDF). 2020년. 126~132쪽. 2020년 10월 30일에 원본 문서 (PDF)에서 보존된 문서. 2020년 10월 27일에 확인함.
- 최, 한영 (2020.09.25.). ““6·25전쟁 때처럼 국제사회 협력… 코로나19 이겨내야””. 《국방일보》 (국방홍보원). 2020년 10월 30일에 원본 문서에서 보존된 문서. 2020년 10월 27일에 확인함.
- “ISOMA 2019”. 《IAMA》.
- “ISOMA 2021”. 《IAMA》.
- 《ISOMA 2019 안내책자》 (PDF). Military Academy Karlberg.
- 《육군사관학교 한국군사학교육학회》 https://before.kma.ac.kr/kma07/kma07main.do. |제목=이(가) 없거나 비었음 (도움말)[깨진 링크(과거 내용 찾기)]
- “전통시대 무인의 삶과 활쏘기 문화 11월 4일 육군사관학교에서 세미나 성황”. 《국궁신문》. 2011.11.06. 2020.11.06.에 확인함.